# 720 до н. е.

## Події
- Підкорення ассирійцями Арпада — керівного центру союзу північносирійських царств.
- Закінчилась Перша Мессенська війна.